# Sense tu
Sense tu је песма која је представљала Андору на такмичењу за Песму Евровизије 2006. године у извођењу Џени
. Песма је изведена на каталонском. Текстописац песме је Џоан Антони Речи.
Песма је изведена на 4. месту у полуфиналу такмичења. Завршила је на 23. месту од 23 песме у полуфиналу такмичења и није успела да се пласира у финале.